# Charles Cagniard de la Tour
Charles Cagniard de la Tour (* 31. März 1777 in Paris; † 5. Juli 1859 ebenda) war ein französischer Ingenieur und Physiker.
Er besuchte die École polytechnique und ließ sich dort zum Ingenieur ausbilden. 1818 wurde er zum Baron ernannt.
Zu seinen zahlreichen Erfindungen gehört die Sirene.
1837 hatte er Hefepilze als Ursache der Gärung nachgewiesen. Seiner Theorie zur Bedeutung von Hefezellen bei der Gärung wurde unter anderem von Justus von Liebig, der diese Zellen als Nebenprodukt eines chemischen Vorgangs ansah, widersprochen.
Im Jahr 1822 entdeckte er das Phänomen der überkritischen Fluide: Er konnte die Existenz einer kritischen Temperatur, oberhalb der die Phasengrenze flüssig/gasförmig einer in einem Druckgefäß eingeschlossenen Flüssigkeit verschwindet, nachweisen (siehe: Kritischer Punkt (Thermodynamik), Superkritisches Wasser).